# Joseph Louis Proust
Pour les articles homonymes, voir Proust (homonymie).
Joseph Louis Proust, né le 26 septembre 1754 à Angers et mort le 5 juillet 1826 dans la même ville, est un chimiste français. Il a établi expérimentalement la loi des proportions définies, premier pas vers la théorie atomique de Dalton.

## Biographie
Fils de Joseph Pierre Proust, apothicaire à Sainte-Croix d'Angers et de Marie Rosalie Sarthe, Joseph Proust accède par concours en 1776 à la fonction d'apothicaire gagnant-maîtrise de l'hôpital de la Salpêtrière à Paris.
En 1778 Proust est recruté par le séminaire royal de Vergara, Guipuscoa, pour enseigner la chimie. Il demeure près de deux ans dans cette institution, où il installe les laboratoires de chimie et métallurgie. En 1786, à la suite d'un accord entre Louis XVI et Charles III d'Espagne et grâce au soutien de Lavoisier, il prend en charge l'enseignement de la chimie et de la métallurgie au collège royal d'artillerie situé dans l'Alcazar de Ségovie. Jusqu'en 1799 il y enseigne pendant des sessions de quatre mois à raison de trois leçons par semaine. Le laboratoire du collège royal sera alors équipé des meilleurs moyens disponibles à l'époque. Proust y réalise de nombreuses expériences sur la composition de diverses substances, ce qui le conduira à établir et à confirmer la loi des proportions définies.
Il est ami du professeur Charles qui l'initie à l'aérostation. Il tente en août 1783 de lancer une souscription à Angers pour construire une montgolfière. Le 23 juin 1784, il prend place dans une montgolfière baptisée La Marie-Antoinette et pilotée par Pilâtre de Rozier, pour un vol scientifique.

Montgolfière La Marie-Antoinette élevant Louis Joseph Proust, à Versailles le 23 Juin 1784.
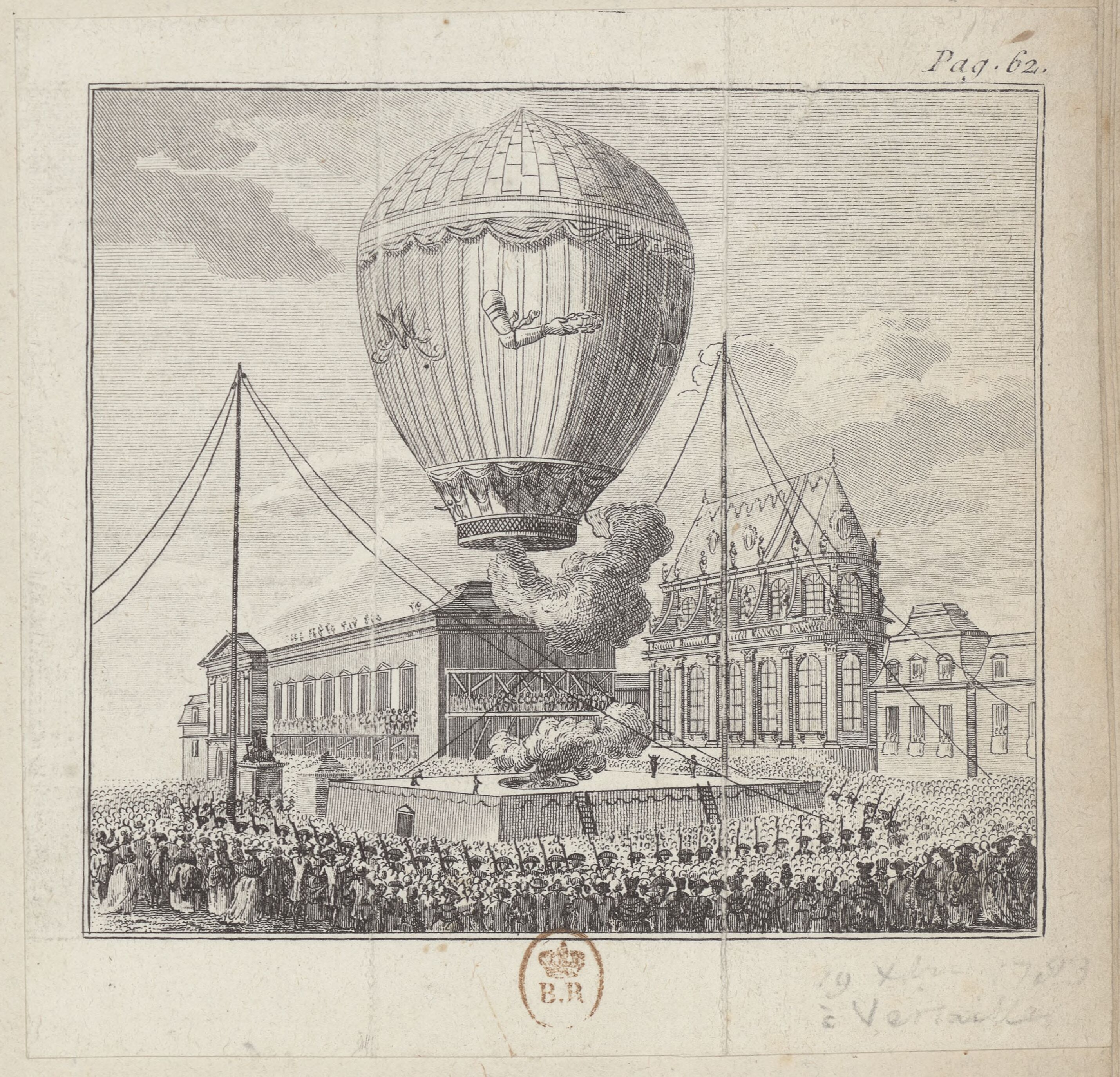
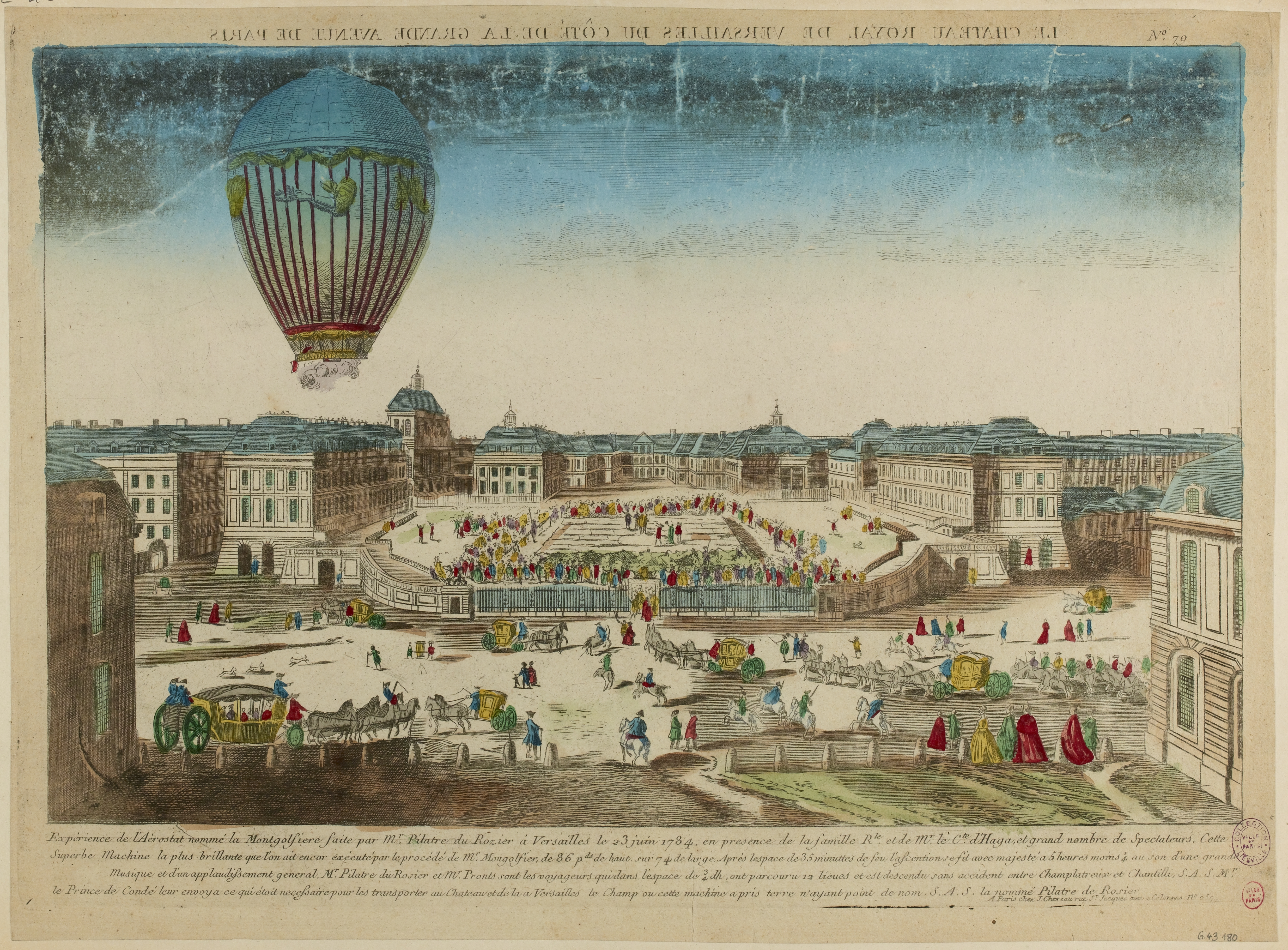

En 1792 Proust profite de son expérience en aérostation pour faire des essais de ballon d'observation destinés à surveiller la défense ou l'attaque d'une place forte. Ces essais sont conduits d'abord à Ségovie, puis à l'Escurial devant le roi d'Espagne.
Selon Jacques Crétineau-Joly, le chimiste Fourcroy, membre du Comité de Salut Public, aurait demandé à Joachim Proust, frère de Joseph Louis Proust, fin 1793, de mettre au point des « fumées soporifiques » permettant d'exterminer les Vendéens insurgés. Un essai conduit en plein air sur des moutons près d'Angers est un échec total.
Il épouse, à Ségovie, en 1798, Anne-Rose Châtelain-Dauvigné, qui mourra en 1817.
En 1799, est décidée la création du laboratoire royal de chimie, à Madrid, dont Proust prend la direction. La même année, il participe à la rédaction et l'édition de Anales de Historia Natural, la première revue espagnole dédiée aux sciences naturelles. En 1806, il publie en espagnol le résultat de ses recherches sur le sucre de raisin.
Proust revient en France fin 1806 pour des raisons familiales. Il ne pourra pas retourner en Espagne car, à la suite de l'invasion des troupes napoléoniennes et à l'insurrection de Madrid qui a suivi, son laboratoire a été saccagé et il a perdu ses collections et ses biens. Dans une lettre à son neveu (juillet 1809) il écrit :
« Vous voyez dans les journaux que l'ange de la désolation plane sur la malheureuse Espagne. Notre précipitation à faire couler le sang de ses habitants nous rend odieux dans ce pays pour bien des années, […] et moi j'ai le cœur navré des cruautés que l'on a exercé là-bas sans nécessité. »
Il s'installe alors à Craon où il poursuivra des recherches dans le domaine agroalimentaire, puis à Angers en 1819. D'abord membre correspondant de Jean-Pierre-Joseph d'Arcet à l'Académie des sciences depuis 1789, il succède à Guyton de Morveau en 1816 dans la section de chimie.
À sa mort, il lègue l'essentiel de ses biens à sa domestique.

## Travaux

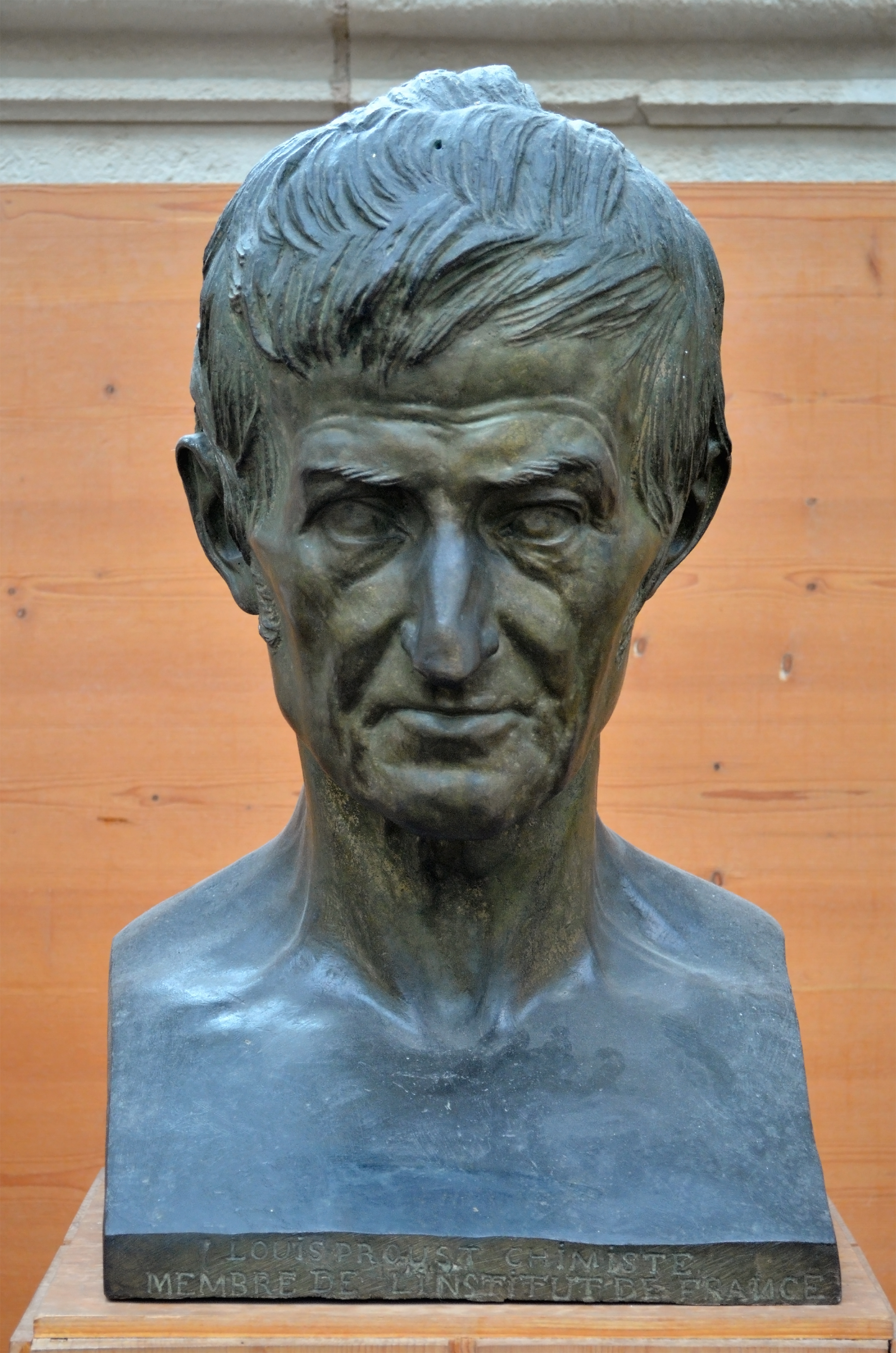
Buste de Joseph Louis Proust par le sculpteur David d'Angers (1831).

La contribution la plus importante de Proust au développement de la chimie est la loi des proportions définies aussi appelée loi de Proust qu'il énonce ainsi en 1794 :
« Je terminerai [...] par conclure de ces expériences le principe que j'ai établi au commencement de ce mémoire, (à) savoir que le fer est comme plusieurs autres métaux, par cette loi de la nature qui précède à toute combinaison vraie, assujetti, dis-je, à deux proportions constantes d'oxygène. Il ne diffère donc point en cela du plomb, de l'étain de l'oxygène etc. et enfin de presque tous les combustibles connus. »
Il confirme la loi en 1799, à partir de l'analyse de composés du cuivre naturels ou synthétiques. Cette loi précise la notion de stœchiométrie introduite par Richter et établit clairement la distinction fondamentale entre une combinaison chimique et un simple mélange.
La loi de Proust, précisée et complétée par la loi des proportions multiples, est à l'origine de la théorie atomique de Dalton. Avant de s'imposer, elle sera longtemps contestée par Berthollet,.
Vers 1780 Proust invente la lampe à huile à réservoir latéral où l'huile est poussée vers la mèche par son propre poids. Proust introduit l'analyse des métaux en solution aqueuse par précipitation des sulfures par le sulfure d'hydrogène, méthode d'analyse longtemps classique.
Parallèlement à ses recherches sur la composition des composés inorganiques Proust s'intéresse au domaine agroalimentaire. À la suite d'une crise alimentaire en Espagne (1803–1804) Proust propose une méthode pour consommer le lichen d'Islande que l'on trouve dans les montagnes du Léon.
Après 1800 Proust fait en Espagne des recherches sur les sucres contenus dans le miel, le raisin et d'autres fruits. Il montre que les sucres de miel et de raisin sont les mêmes (glucose et fructose) et sont différents du sucre de canne (saccharose). Il propose l'addition de sulfites au sirop de raisin pour stopper la fermentation et faciliter la cristallisation. À la suite du blocus continental et de celui exercé par l'Angleterre, Napoléon invite les chimistes à rechercher une substance qui puisse remplacer le sucre de canne . La fabrication à grande échelle du sucre de raisin est envisagée et pour la développer le ministre de l'Intérieur Camille de Montalivet propose à Proust une subvention de cent mille francs qu'il refuse. C'est le sucre de betterave qui s'imposera pour des raisons économiques et la voie du sucre de raisin sera abandonnée.
Les recherches de Proust après son retour en France sont conduites sur les produits agroalimentaires, à son domicile avec peu de moyens. Il étudie la possibilité de modifier la composition du pain par addition de farine de pomme de terre. Il découvre l'hordéïne et la caséine en analysant respectivement l'orge et le lait caillé. Il propose une préparation de tablettes de bouillon très riches et celle de la viande séchée selon la méthode des Amérindiens du Pérou. Enfin il s'intéresse à l'origine des calculs urinaires.
Proust est l'un des grands chimistes du tournant du XIXe siècle, comme Dalton, Berthollet, Gay-Lussac, Davy, Berzelius. Pourtant dès le milieu du XIXe siècle l'apport de Proust à la chimie fondamentale est en partie oublié en France, mais ses mérites sont à nouveau reconnus, en particulier en Espagne et dans le monde anglophone.

## Distinctions
Joseph Louis Proust est :
- chevalier de la Légion d'honneur par décret du 21 juin 1810, matricule 27776[26] ;